# Tandhalskevers
De tandhalskevers (Derodontidae) zijn een familie van kevers. De familie omvat 40 soorten in 3 onderfamilies en 4 geslachten. De kevers in deze familie zijn klein, zo'n 2 tot 4 millimeter lang.

## Geslachten
De familie tandhalskevers is als volgt onderverdeeld:
- Onderfamilie Peltasticinae LeConte, 1861
  - Peltastica Mannerheim, 1852
- Onderfamilie Derodontinae LeConte, 1861
  - Derodontus LeConte, 1861
- Onderfamilie Laricobiinae Mulsant & Rey, 1864
  - Laricobius Rosenhauer, 1846 
  - Nothoderodontus Crowson, 1959